# پیتر سالمون (شناگر)
پیتر سالمون (به انگلیسی: Peter Salmon) (زادهٔ ۳ اوت ۱۹۲۹) شناگر اهل کانادا است.